# Heliura rhodophila
Heliura rhodophila är en fjärilsart som beskrevs av Walker 1856. Heliura rhodophila ingår i släktet Heliura och familjen björnspinnare. Inga underarter finns listade i Catalogue of Life.